# Pristiceros uchidai
Pristiceros uchidai là một loài tò vò trong họ Ichneumonidae.